# LK-1
Der LK-1 (russisch ЛК-1) war der erste Oberleitungsbus, der in der Sowjetunion produziert wurde. In den Jahren 1933 bis 1936 wurden ca. 100 Fahrzeuge gebaut.

## Fahrzeughistorie
An der Umsetzung des Projekts und späteren Herstellung waren mehrere Werke beteiligt. NATI entwickelte das Fahrzeug 1933, die Fahrgestelle kamen aus dem Jaroslawski Awtomobilny Sawod, entsprechend wiesen einige Teile Ähnlichkeiten mit denen des Lastwagens Ja-3 auf. Die elektrische Ausrüstung wurde im Werk „Dinamo“ gefertigt und die Karosserie kam aus dem Sawod imeni Stalina in Moskau. Montiert wurden alle Teile bei SWARZ (russisch СВАРЗ, kurz für Sokolnitscheski Wagono- i Awtobusnoremontny Sawod, russisch Сокольнический вагоно- и автобусоремонтный завод, auf Deutsch etwa Sokolniker Waggon- und Autobusreparaturwerk, benannt nach dem Moskauer Stadtteil Sokolniki). Im ersten Produktionsjahr wurden 30 Oberleitungsbusse gebaut, 68 bis Anfang 1936. Sie kamen vor allem in Moskau zum Einsatz, wurden aber auch nach Leningrad, Kiew und Rostow am Don geliefert.
Die Bezeichnung LK ist die Abkürzung für den Namen Lasar Kaganowitsch, eines sowjetischen Politikers unter Josef Stalin, der Anfang der 1930er-Jahre als hochrangiger Beamter der Moskauer Stadtverwaltung unter anderem auch für den Ausbau des öffentlichen Nahverkehrs der Hauptstadt Moskau zuständig war.
Während der Produktionszeit gab es einige Abwandlungen. 1934 wurde mit dem LK-2 ein Dreiachser gebaut, der 49 Sitzplätze hatte. Durch Modernisierungen entstanden zudem die Modelle LK-4 und LK-5. Insgesamt entstanden von allen Modifikationen knapp 100 Fahrzeuge. Ab 1936 wurde im Jaroslawski Awtomobilny Sawod als Ersatz für die Fahrzeugfamilie der JaTB-1 gebaut.

## Weblinks

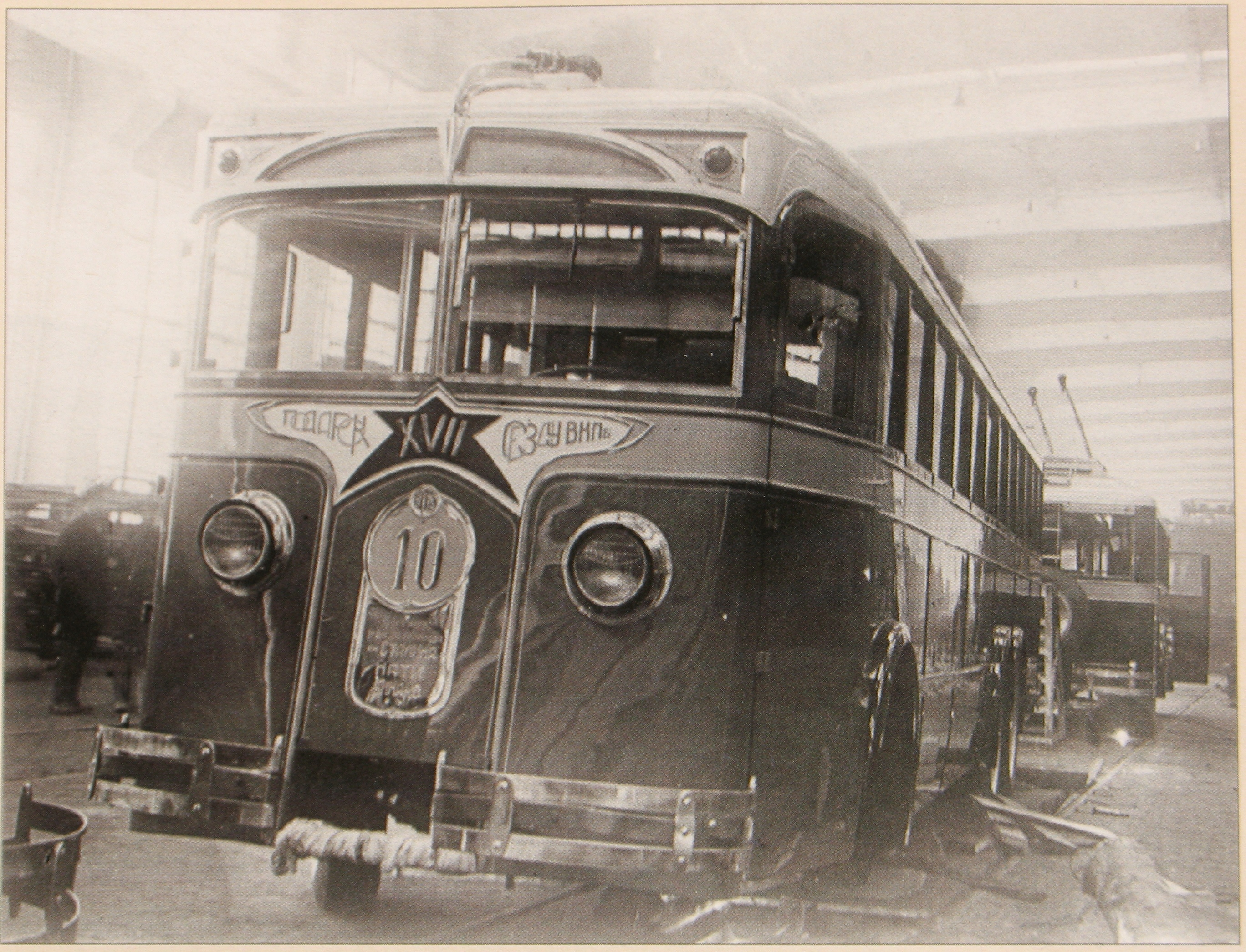
Zwei Wagen im Depot